# Плавання на літніх Олімпійських іграх 2024 — 200 метрів на спині (жінки)
Змагання з плавання на 200 метрів на спині серед жінок на літніх Олімпійських іграх 2024 відбудуться 1 і 2 серпня на Арені Дефанс. 

## Рекорди
Перед змаганнями чинні світовий та олімпійський рекорди були такі:
| Світовий рекорд     | Кейлі Маккіон (AUS)  | 2:03.14 | Сідней, Австралія       | 10 березня 2023 |
| Олімпійський рекорд | Міссі Франклін (USA) | 2:04.06 | Лондон, Велика Британія | 3 серпня 2012   |

## Формат змагань
Змагання складаються з трьох раундів: попередні запливи, півфінали та фінал. Плавчині, що показали 16 найкращих результатів у попередніх запливах, виходять до півфіналів. Плавчині, що показали 8 найкращих результатів у півфіналах, виходять до фіналу. У тому разі, коли на останнє місце потрапляння до півфіналів чи фіналу претендують дві чи більше плавчині з однаковим часом, передбачено перепливання.

## Розклад
Вказано центральноєвропейський час (UTC+1)
| Дата          | Час   | Раунд             |
| ------------- | ----- | ----------------- |
| 1 серпня 2024 | 10:00 | Попередні запливи |
| 1 серпня 2024 | 20:37 | Півфінали         |
| 2 серпня 2024 | 19:30 | Фінал             |

## Результати

### Попередні запливи
| Місце | Заплив | Доріжка | Плавчиня             | Країна                           | Час     | Нотатки |
| ----- | ------ | ------- | -------------------- | -------------------------------- | ------- | ------- |
| 1     | 3      | 5       | Пен Сюйвей           | Китай (CHN)                      | 2:08.29 | Q       |
| 2     | 2      | 4       | Кайлі Масс           | Канада (CAN)                     | 2:08.54 | Q       |
| 3     | 4      | 4       | Кейлі Маккіон        | Австралія (AUS)                  | 2:08.89 | Q       |
| 4     | 4      | 5       | Фебе Бейкон          | США (USA)                        | 2:09.00 | Q       |
| 5     | 2      | 3       | Гоні Осрін           | Велика Британія (GBR)            | 2:09.57 | Q       |
| 6     | 3      | 4       | Реган Сміт           | США (USA)                        | 2:09.61 | Q       |
| 7     | 3      | 7       | Анастасія Шкурдай    | Допущені нейтральні атлети (ANA) | 2:09.64 | Q       |
| 8     | 4      | 6       | Емма Теребо          | Франція (FRA)                    | 2:09.66 | Q       |
| 9     | 2      | 6       | Естер Сабо-Фелтотьї  | Угорщина (HUN)                   | 2:09.72 | Q       |
| 10    | 4      | 8       | Лі Ин Чі             | Південна Корея (KOR)             | 2:09.88 | Q       |
| 11    | 4      | 3       | Кеті Шенеген         | Велика Британія (GBR)            | 2:09.92 | Q       |
| 12    | 4      | 2       | Кармен Вейлер        | Іспанія (ESP)                    | 2:10.09 | Q       |
| 13    | 3      | 6       | Анастасія Горбенко   | Ізраїль (ISR)                    | 2:10.29 | Q       |
| 14    | 4      | 1       | Полін Матьє          | Франція (FRA)                    | 2:10.30 | Q       |
| 15    | 2      | 7       | Афріка Саморано Санс | Іспанія (ESP)                    | 2:10.40 | Q       |
| 16    | 4      | 7       | Дора Мольнар         | Угорщина (HUN)                   | 2:10.51 | Q       |
| 17    | 2      | 5       | Жаклін Барклай       | Австралія (AUS)                  | 2:10.53 |         |
| 18    | 2      | 1       | Авів Барзелай        | Ізраїль (ISR)                    | 2:10.71 |         |
| 19    | 3      | 2       | Каміла Ребело        | Португалія (POR)                 | 2:11.26 |         |
| 20    | 3      | 3       | Маргеріта Панцієра   | Італія (ITA)                     | 2:11.60 |         |
| 21    | 2      | 8       | Габріела Георгієва   | Болгарія (BUL)                   | 2:12.15 |         |
| 22    | 3      | 1       | Реґан Ратвелл        | Канада (CAN)                     | 2:12.21 |         |
| 23    | 1      | 5       | Татьяна Салкуцан     | Молдова (MDA)                    | 2:13.20 |         |
| 24    | 3      | 8       | Адела Піскорська     | Польща (POL)                     | 2:13.39 |         |
| 25    | 2      | 2       | Лаура Бернат         | Польща (POL)                     | 2:14.57 |         |
| 26    | 1      | 4       | Сінді Чеунґ          | Гонконг (HKG)                    | 2:17.32 |         |
| 27    | 1      | 3       | Анішта Тілак         | Маврикій (MRI)                   | 2:18.67 |         |

### Півфінали
Плавчині, що показали 8 найкращих результатів незалежно від запливу, виходять до фіналу.
| Місце | Заплив | Доріжка | Плавчиня             | Країна                           | Час     | Нотатки |
| ----- | ------ | ------- | -------------------- | -------------------------------- | ------- | ------- |
| 1     | 1      | 5       | Фебе Бейкон          | США (USA)                        | 2:07.32 | Q       |
| 2     | 2      | 5       | Кейлі Маккіон        | Австралія (AUS)                  | 2:07.57 | Q       |
| 3     | 2      | 3       | Гоні Осрін           | Велика Британія (GBR)            | 2:07.84 | Q       |
| 4     | 2      | 4       | Пен Сюйвей           | Китай (CHN)                      | 2:07.86 | Q       |
| 5     | 1      | 4       | Кайлі Масс           | Канада (CAN)                     | 2:07.92 | Q       |
| 6     | 1      | 3       | Реган Сміт           | США (USA)                        | 2:08.14 | Q       |
| 7     | 2      | 7       | Кеті Шенеген         | Велика Британія (GBR)            | 2:08.52 | Q       |
| 8     | 2      | 6       | Анастасія Шкурдай    | Допущені нейтральні атлети (ANA) | 2:08.79 | Q       |
| 9     | 1      | 6       | Емма Теребо          | Франція (FRA)                    | 2:09.38 |         |
| 10    | 2      | 2       | Естер Сабо-Фелтотьї  | Угорщина (HUN)                   | 2:09.41 |         |
| 11    | 1      | 1       | Полін Матьє          | Франція (FRA)                    | 2:09.56 |         |
| 12    | 1      | 8       | Dora Molnar          | Угорщина (HUN)                   | 2:09.83 |         |
| 13    | 1      | 7       | Кармен Вейлер        | Іспанія (ESP)                    | 2:09.99 |         |
| 14    | 2      | 8       | Афріка Саморано Санс | Іспанія (ESP)                    | 2:10.63 |         |
| 15    | 1      | 2       | Лі Ин Чі             | Південна Корея (KOR)             | 2:11.86 |         |
| 16    | 2      | 1       | Анастасія Горбенко   | Ізраїль (ISR)                    | 2:11.96 |         |

### Фінал
| Місце | Доріжка | Плавчиня          | Країна                           | Час     | Нотатки |
| ----- | ------- | ----------------- | -------------------------------- | ------- | ------- |
| 1     | 5       | Кейлі Маккіон     | Австралія (AUS)                  | 2:03.73 | OR      |
| 2     | 7       | Реган Сміт        | США (USA)                        | 2:04.26 |         |
| 3     | 2       | Кайлі Масс        | Канада (CAN)                     | 2:05.57 |         |
| 4     | 4       | Фебе Бейкон       | США (USA)                        | 2:05.61 |         |
| 5     | 1       | Кеті Шенеген      | Велика Британія (GBR)            | 2:07.53 |         |
| 6     | 6       | Пен Сюйвей        | Китай (CHN)                      | 2:07.96 |         |
| 7     | 3       | Гоні Осрін        | Велика Британія (GBR)            | 2:08.16 |         |
| 8     | 8       | Анастасія Шкурдай | Допущені нейтральні атлети (ANA) | 2:10.23 |         |